# Lingua dei segni bulgara
La lingua dei segni bulgara (in bulgaro Български жестомимичен език?) è la lingua dei segni della comunità sorda in Bulgaria.
Nel 2021 il Parlamento bulgaro ha legiferato ed approvato la legge sul riconoscimento della lingua dei segni bulgara.